# Demografía de Finlandia

Distribución de la población de Finlandia a lo largo del país.

El siguiente artículo describe la demografía de Finlandia.

## Población
Los habitantes más tempranos del área que conforman Finlandia y Escandinavia fueron cazadores-recolectores, y sus ancestros más cercanos en términos modernos serían probablemente la gente Sami (conocidos como lapones). 4,500 de ellos se encuentran viviendo en Finlandia hoy en día y son reconocidos como una minoría con su propio lenguaje. Han vivido al norte del círculo polar ártico por más de 7,000 años. En 1960, varios fineses abandonaron las zonas rurales por Suecia, mientras que varios inmigrantes a Finlandia en sí vinieron de otros países europeos. Con un 84% de fineses en su congregación, la Iglesia Luterana es la más notable del país.
Para el 2019, Finlandia cuenta con alrededor de 5,3 millones de habitantes y tiene un promedio de densidad de población de 17 habitantes por kilómetro cuadrado. Esto la hace, después de Noruega e Islandia, el país con la población más esparcida en Europa. La distribución de la población es muy desigual, ya que la población se concentra en la llanura costera del suroeste. Alrededor de un 60% vive en pueblos y ciudades, siendo 1,2 millones quienes viven en el área metropolitana de Helsinki. En Laponia, en cambio, la densidad de población es de solo 2 personas por kilómetro cuadrado.

## Idiomas
El idioma oficial es el Finés y el Sueco, el último siendo el idioma nativo de alrededor de un 5,7% de la población (aunque su conocimiento llega al 46,6% de la población). Hay una explicación histórica para el estatus del Sueco como un idioma oficial a pesar de ser una minoría: desde el siglo XIII al siglo XIX, Finlandia perteneció al Reino de Suecia. El idioma lapón es hablado por la minoría sami, y goza de protección oficial para evitar su desaparición, y el ruso es hablado por la minoría rusa (el 0,4% de la población) y en la zona fronteriza con Rusia.

### Resumen poblacional
- Población: 5.517.919 (2019)
- Esperanza de vida: 82,2 años
  - Hombres: 75,15 años
  - Mujeres: 82,31 años (est. 2007)

- Tasa de fecundidad: 1,73 niños nacidos/mujeres (est. 2007)

- Crecimiento total de la población: 0,127% (est. 2007)
  - Tasa de natalidad: 10,42 nacimientos/1000 población (est. 2007)
  - Tasa de mortalidad general: 9,93 defunciones/1000 población (est. 2007)
  - Tasa de migración: 0.78 emigrantes/1000 población (est. 2007)

### Estructura por edad
- 0-14 años: 16,9% (hombres 449.548/mujeres 433.253)
- 15-64 años: 66,7% (hombres 1.768.996/mujeres 1.727.143)
- 65+ años: 16,4% (hombres 344.798/mujeres 514.722) (est. 2007)

- Edad promedio: 41,6 años
  - Hombres: 40 años
  - Mujeres: 43,1 años

## Grupos étnicos
- Fineses: 93,4%
- Suecos: 5,7%
- Rusos: 0,4 %
- Estonios: 0,2%
- Gitanos: 0,2%
- Sami: 0,1%

### Fineses
El término "finés" (fin. suomalainen, pl. suomalaiset) se utiliza para denominar al grupo étnico que está asociado históricamente a Finlandia y a los ciudadanos o residentes actuales de ese país, aunque también existe el término "finlandés". La diferencia entre los dos radica en el hecho de que si bien el primero hace referencia solamente a una de las etnias que actualmente viven en Finlandia (siendo las otras los saami o lapones y los suecos) el segundo término engloba a todas. Sin embargo, en español moderno ya se usan los dos términos para designar a los habitantes de Finlandia en general, si bien el primero también es utilizado para referirse solo a la etnia. Se consideran dentro de este grupo también a los "kvens" (fineses de Noruega), a los "tornedalianos" (fineses nativos del norte de Suecia) y los fineses evangélico-luteranos de Ingria (Rusia).
En finés, el pueblo finés (suomalaiset) está compuesto por los hablantes de lenguas baltofinesas, es decir fineses propiamente dichos, carelios (incluyendo ludes y olonets), izorianos, veps, votes, livonios y estonios. La palabra finlandesa para los finlandeses de habla sueca es suomenruotsalaiset y finlandssvenskar en sueco. En la mentalidad y el uso lingüístico de los fino-suecos, es posible hacer la siguiente aclaración: la nación consta de hablantes de finés (finnar en sueco-finés) y hablantes de sueco (finlandssvenskar en sueco-finés), quienes junto con las minorías étnicas conforman el pueblo de Finlandia (finländare en sueco-finés). Todas estas distinciones no siempre las hacen ni los suecos que no son de Finlandia, donde el término finländare es menos conocido, ni los propios "afectados", que se prefieren llamar finnar.

## Religiones
- Iglesia evangélica luterana de Finlandia: 76,4%
- Iglesia ortodoxa: 1,1%
- Otra: 1,4%
- Ninguna: 21,0% (est. 2012)[1]

## Alfabetización
- Definición: población de 15 o más años de edad que puede leer y escribir.

- Población total: 100%
  - Hombres: 100%
  - Mujeres: 100% (est. 2000)

## Estadísticas vitales desde 1900
Datos de acuerdo a las estadísticas oficiales de Finlandia 
|      | Población | Nacidos | Muertes | Cambio natural | Crude birth rate (por 1000) | Crude death rate (por 1000) | Cambio natural (por 1000) | Total Fertility Rate. |
| ---- | --------- | ------- | ------- | -------------- | --------------------------- | --------------------------- | ------------------------- | --------------------- |
| 1900 | 2,646,000 | 86,339  | 57,915  | 28,424         | 32.6                        | 21.9                        | 10.7                      | 4.83                  |
| 1901 | 2,667,000 | 88,637  | 56,225  | 32,412         | 33.2                        | 21.1                        | 12.2                      | 4.92                  |
| 1902 | 2,686,000 | 87,082  | 50,999  | 36,083         | 32.4                        | 19.0                        | 13.4                      | 4.79                  |
| 1903 | 2,706,000 | 85,120  | 49,992  | 35,128         | 31.5                        | 18.5                        | 13.0                      | 4.62                  |
| 1904 | 2,735,000 | 90,253  | 50,227  | 40,026         | 33.0                        | 18.4                        | 14.7                      | 4.85                  |
| 1905 | 2,762,000 | 87,841  | 52,773  | 35,068         | 31.8                        | 19.1                        | 12.7                      | 4.67                  |
| 1906 | 2,788,000 | 91,401  | 50,857  | 40,544         | 32.8                        | 18.2                        | 14.5                      | 4.81                  |
| 1907 | 2,821,000 | 92,457  | 53,028  | 39,429         | 32.8                        | 18.8                        | 14.0                      | 4.76                  |
| 1908 | 2,861,000 | 92,146  | 55,305  | 36,841         | 32.2                        | 19.3                        | 12.9                      | 4.65                  |
| 1909 | 2,899,000 | 95,005  | 50,577  | 44,428         | 32.8                        | 17.4                        | 15.3                      | 4.72                  |
| 1910 | 2,929,000 | 92,984  | 51,007  | 41,977         | 31.7                        | 17.4                        | 14.3                      | 4.60                  |
| 1911 | 2,962,000 | 91,238  | 51,648  | 39,590         | 30.8                        | 17.4                        | 13.4                      | 4.46                  |
| 1912 | 2,998,000 | 92,275  | 51,645  | 40,630         | 30.8                        | 17.2                        | 13.5                      | 4.45                  |
| 1913 | 3,026,000 | 87,250  | 51,876  | 35,374         | 28.8                        | 17.1                        | 11.7                      | 4.15                  |
| 1914 | 3,053,000 | 87,577  | 50,690  | 36,887         | 28.7                        | 16.6                        | 12.1                      | 4.13                  |
| 1915 | 3,083,000 | 83,306  | 52,205  | 31,101         | 27.0                        | 16.9                        | 10.1                      | 3.89                  |
| 1916 | 3,105,000 | 79,653  | 54,577  | 25,076         | 25.7                        | 17.6                        | 8.1                       | 3.69                  |
| 1917 | 3,124,000 | 81,046  | 58,863  | 22,183         | 25.9                        | 18.8                        | 7.1                       | 3.71                  |
| 1918 | 3,125,000 | 79,494  | 95,102  | -15,608        | 25.4                        | 30.4                        | -5.0                      | 3.60                  |
| 1919 | 3,117,000 | 63,896  | 62,932  | 964            | 20.5                        | 20.2                        | 0.3                       | 2.87                  |
| 1920 | 3,133,000 | 84,714  | 53,304  | 31,410         | 27.0                        | 17.0                        | 10.0                      | 3.76                  |
| 1921 | 3,170,000 | 82,165  | 47,361  | 34,804         | 25.9                        | 14.9                        | 11.0                      | 3.58                  |
| 1922 | 3,211,000 | 80,140  | 49,180  | 30,960         | 25.0                        | 15.3                        | 9.6                       | 3.43                  |
| 1923 | 3,243,000 | 81,961  | 47,556  | 34,405         | 25.3                        | 14.7                        | 10.6                      | 3.44                  |
| 1924 | 3,272,000 | 78,057  | 53,442  | 24,615         | 23.9                        | 16.3                        | 7.5                       | 3.22                  |
| 1925 | 3,304,000 | 78,260  | 47,493  | 30,767         | 23.7                        | 14.4                        | 9.3                       | 3.17                  |
| 1926 | 3,339,000 | 76,875  | 47,526  | 29,349         | 23.0                        | 14.2                        | 8.8                       | 3.02                  |
| 1927 | 3,368,000 | 75,611  | 51,727  | 23,884         | 22.5                        | 15.4                        | 7.1                       | 2.92                  |
| 1928 | 3,396,000 | 77,523  | 48,713  | 28,810         | 22.8                        | 14.3                        | 8.5                       | 2.92                  |
| 1929 | 3,424,000 | 76,011  | 54,489  | 21,522         | 22.2                        | 15.9                        | 6.3                       | 2.83                  |
| 1930 | 3,449,000 | 75,236  | 48,240  | 26,996         | 21.8                        | 14.0                        | 7.8                       | 2.75                  |
| 1931 | 3,476,000 | 71,866  | 48,968  | 22,898         | 20.7                        | 14.1                        | 6.6                       | 2.59                  |
| 1932 | 3,503,000 | 69,352  | 46,700  | 22,652         | 19.8                        | 13.3                        | 6.5                       | 2.46                  |
| 1933 | 3,526,000 | 65,047  | 47,960  | 17,087         | 18.4                        | 13.6                        | 4.8                       | 2.27                  |
| 1934 | 3,549,000 | 67,713  | 46,318  | 21,395         | 19.1                        | 13.1                        | 6.0                       | 2.33                  |
| 1935 | 3,576,000 | 69,942  | 45,370  | 24,572         | 19.6                        | 12.7                        | 6.9                       | 2.37                  |
| 1936 | 3,601,000 | 68,895  | 49,124  | 19,771         | 19.1                        | 13.6                        | 5.5                       | 2.31                  |
| 1937 | 3,626,000 | 72,319  | 46,466  | 25,853         | 19.9                        | 12.8                        | 7.1                       | 2.52                  |
| 1938 | 3,656,000 | 76,695  | 46,930  | 29,765         | 21.0                        | 12.8                        | 8.1                       | 2.52                  |
| 1939 | 3,686,000 | 78,164  | 52,614  | 25,550         | 21.2                        | 14.3                        | 6.9                       | 2.56                  |
| 1940 | 3,698,000 | 65,849  | 71,846  | -5,997         | 17.8                        | 19.4                        | -1.6                      | 2.15                  |
| 1941 | 3,702,000 | 89,565  | 73,334  | 16,231         | 24.2                        | 19.8                        | 4.4                       | 2.90                  |
| 1942 | 3,708,000 | 61,672  | 56,141  | 5,531          | 16.6                        | 15.1                        | 1.5                       | 2.00                  |
| 1943 | 3,721,000 | 76,112  | 49,634  | 26,478         | 20.5                        | 13.3                        | 7.1                       | 2.46                  |
| 1944 | 3,735,000 | 79,446  | 70,570  | 8,876          | 21.3                        | 18.9                        | 2.4                       | 2.56                  |
| 1945 | 3,758,000 | 95,758  | 49,046  | 46,712         | 25.5                        | 13.1                        | 12.4                      | 3.07                  |
| 1946 | 3,806,000 | 106,075 | 44,748  | 61,327         | 27.9                        | 11.8                        | 16.1                      | 3.41                  |
| 1947 | 3,859,000 | 108,168 | 46,053  | 62,115         | 28.0                        | 11.9                        | 16.1                      | 3.47                  |
| 1948 | 3,912,000 | 107,759 | 43,668  | 64,091         | 27.5                        | 11.2                        | 16.4                      | 3.47                  |
| 1949 | 3,963,000 | 103,515 | 44,501  | 59,014         | 26.1                        | 11.2                        | 14.9                      | 3.33                  |
| 1950 | 4,009,000 | 98,065  | 40,681  | 57,384         | 24.5                        | 10.1                        | 14.3                      | 3.16                  |
| 1951 | 4,047,000 | 93,063  | 40,386  | 52,677         | 23.0                        | 10.0                        | 13.0                      | 3.01                  |
| 1952 | 4,090,000 | 94,314  | 39,024  | 55,290         | 23.1                        | 9.5                         | 13.5                      | 3.06                  |
| 1953 | 4,139,000 | 90,866  | 39,925  | 50,941         | 22.0                        | 9.6                         | 12.3                      | 2.96                  |
| 1954 | 4,187,000 | 89,845  | 37,988  | 51,857         | 21.5                        | 9.1                         | 12.4                      | 2.93                  |
| 1955 | 4,235,000 | 89,740  | 39,573  | 50,167         | 21.2                        | 9.3                         | 11.8                      | 2.93                  |
| 1956 | 4,282,000 | 88,896  | 38,713  | 50,183         | 20.8                        | 9.0                         | 11.7                      | 2.91                  |
| 1957 | 4,324,000 | 86,985  | 40,741  | 46,244         | 20.1                        | 9.4                         | 10.7                      | 2.86                  |
| 1958 | 4,360,000 | 81,148  | 38,833  | 42,315         | 18.6                        | 8.9                         | 9.7                       | 2.68                  |
| 1959 | 4,395,000 | 83,253  | 38,827  | 44,426         | 18.9                        | 8.8                         | 10.1                      | 2.75                  |
| 1960 | 4,430,000 | 82,129  | 39,797  | 42,332         | 18.5                        | 9.0                         | 9.6                       | 2.71                  |
| 1961 | 4,461,000 | 81,996  | 40,616  | 41,380         | 18.4                        | 9.1                         | 9.3                       | 2.65                  |
| 1962 | 4,491,000 | 81,454  | 42,889  | 38,565         | 18.1                        | 9.5                         | 8.6                       | 2.66                  |
| 1963 | 4,523,000 | 82,251  | 42,010  | 40,241         | 18.2                        | 9.3                         | 8.9                       | 2.66                  |
| 1964 | 4,549,000 | 80,428  | 42,512  | 37,916         | 17.7                        | 9.3                         | 8.3                       | 2.58                  |
| 1965 | 4,564,000 | 77,885  | 44,473  | 33,412         | 17.1                        | 9.7                         | 7.3                       | 2.46                  |
| 1966 | 4,581,000 | 77,697  | 43,548  | 34,149         | 17.0                        | 9.5                         | 7.5                       | 2.41                  |
| 1967 | 4,606,000 | 77,289  | 43,790  | 33,499         | 16.8                        | 9.5                         | 7.3                       | 2.32                  |
| 1968 | 4,626,000 | 73,654  | 45,013  | 28,641         | 15.9                        | 9.7                         | 6.2                       | 2.15                  |
| 1969 | 4,624,000 | 67,450  | 45,966  | 21,484         | 14.6                        | 9.9                         | 4.6                       | 1.94                  |
| 1970 | 4,606,000 | 64,559  | 44,119  | 20,440         | 14.0                        | 9.6                         | 4.4                       | 1.83                  |
| 1971 | 4,612,000 | 61,067  | 45,876  | 15,191         | 13.2                        | 9.9                         | 3.3                       | 1.70                  |
| 1972 | 4,640,000 | 58,864  | 43,958  | 14,906         | 12.7                        | 9.5                         | 3.2                       | 1.59                  |
| 1973 | 4,666,000 | 56,787  | 43,410  | 13,377         | 12.2                        | 9.3                         | 2.9                       | 1.50                  |
| 1974 | 4,691,000 | 62,472  | 44,676  | 17,796         | 13.3                        | 9.5                         | 3.8                       | 1.62                  |
| 1975 | 4,711,000 | 65,719  | 43,828  | 21,891         | 14.0                        | 9.3                         | 4.6                       | 1.69                  |
| 1976 | 4,726,000 | 66,846  | 44,786  | 22,060         | 14.1                        | 9.5                         | 4.7                       | 1.72                  |
| 1977 | 4,739,000 | 65,659  | 44,065  | 21,594         | 13.9                        | 9.3                         | 4.6                       | 1.69                  |
| 1978 | 4,753,000 | 63,983  | 43,692  | 20,291         | 13.5                        | 9.2                         | 4.3                       | 1.65                  |
| 1979 | 4,765,000 | 63,428  | 43,738  | 19,690         | 13.3                        | 9.2                         | 4.1                       | 1.64                  |
| 1980 | 4,780,000 | 63,064  | 44,398  | 18,666         | 13.2                        | 9.3                         | 3.9                       | 1.63                  |
| 1981 | 4,800,000 | 63,469  | 44,404  | 19,065         | 13.2                        | 9.3                         | 4.0                       | 1.65                  |
| 1982 | 4,827,000 | 66,106  | 43,408  | 22,698         | 13.7                        | 9.0                         | 4.7                       | 1.72                  |
| 1983 | 4,856,000 | 66,892  | 45,388  | 21,504         | 13.8                        | 9.3                         | 4.4                       | 1.74                  |
| 1984 | 4,882,000 | 65,076  | 45,098  | 19,978         | 13.3                        | 9.2                         | 4.1                       | 1.70                  |
| 1985 | 4,902,000 | 62,796  | 48,198  | 14,598         | 12.8                        | 9.8                         | 3.0                       | 1.64                  |
| 1986 | 4,918,000 | 60,632  | 47,135  | 13,497         | 12.3                        | 9.6                         | 2.7                       | 1.60                  |
| 1987 | 4,932,000 | 59,827  | 47,949  | 11,878         | 12.1                        | 9.7                         | 2.4                       | 1.59                  |
| 1988 | 4,946,000 | 63,316  | 49,063  | 14,253         | 12.8                        | 9.9                         | 2.9                       | 1.70                  |
| 1989 | 4,964,000 | 63,348  | 49,110  | 14,238         | 12.8                        | 9.9                         | 2.9                       | 1.71                  |
| 1990 | 4,986,000 | 65,549  | 50,028  | 15,521         | 13.1                        | 10.0                        | 3.1                       | 1.78                  |
| 1991 | 5,014,000 | 65,395  | 49,294  | 16,101         | 13.1                        | 9.8                         | 3.3                       | 1.79                  |
| 1992 | 5,042,000 | 66,731  | 49,844  | 16,887         | 13.3                        | 9.8                         | 3.4                       | 1.85                  |
| 1993 | 5,066,000 | 64,826  | 50,988  | 13,838         | 12.8                        | 10.1                        | 2.7                       | 1.81                  |
| 1994 | 5,088,000 | 65,231  | 48,000  | 17,231         | 12.8                        | 9.4                         | 3.4                       | 1.85                  |
| 1995 | 5,108,000 | 63,067  | 49,280  | 13,787         | 12.3                        | 9.6                         | 2.7                       | 1.81                  |
| 1996 | 5,125,000 | 60,723  | 49,167  | 11,556         | 11.8                        | 9.6                         | 2.3                       | 1.76                  |
| 1997 | 5,140,000 | 59,329  | 49,108  | 10,221         | 11.5                        | 9.6                         | 2.0                       | 1.75                  |
| 1998 | 5,153,000 | 57,108  | 49,262  | 7,846          | 11.1                        | 9.6                         | 1.5                       | 1.70                  |
| 1999 | 5,165,000 | 57,574  | 49,345  | 8,229          | 11.1                        | 9.6                         | 1.6                       | 1.73                  |
| 2000 | 5,176,000 | 56,742  | 49,339  | 7,403          | 11.0                        | 9.5                         | 1.4                       | 1.73                  |
| 2001 | 5,188,000 | 56,189  | 48,550  | 7,639          | 10.8                        | 9.4                         | 1.5                       | 1.73                  |
| 2002 | 5,201,000 | 55,555  | 49,418  | 6,137          | 10.7                        | 9.5                         | 1.2                       | 1.72                  |
| 2003 | 5,213,000 | 56,630  | 48,996  | 7,634          | 10.9                        | 9.4                         | 1.5                       | 1.76                  |
| 2004 | 5,228,000 | 57,758  | 47,600  | 10,158         | 11.0                        | 9.1                         | 1.9                       | 1.80                  |
| 2005 | 5,246,000 | 57,745  | 47,928  | 9,817          | 11.0                        | 9.1                         | 1.9                       | 1.80                  |
| 2006 | 5,266,000 | 58,840  | 48,065  | 10,775         | 11.2                        | 9.1                         | 2.0                       | 1.84                  |
| 2007 | 5,289,000 | 58,729  | 49,077  | 9,652          | 11.1                        | 9.3                         | 1.8                       | 1.83                  |
| 2008 | 5,313,000 | 59,530  | 49,094  | 10,436         | 11.2                        | 9.2                         | 2.0                       | 1.85                  |
| 2009 | 5,339,000 | 60,430  | 49,883  | 10,547         | 11.3                        | 9.3                         | 2.0                       | 1.86                  |
| 2010 | 5,375,000 | 60,980  | 50,887  | 10,193         | 11.4                        | 9.5                         | 1.9                       | 1.87                  |
| 2011 | 5,403,000 | 59,961  | 50,585  | 9,376          | 11.1                        | 9.4                         | 1.7                       | 1.83                  |
| 2012 | 5,426,000 | 59,493  | 51,707  | 7,786          | 10.9                        | 9.5                         | 1.4                       | 1.80                  |
| 2013 | 5,450,000 | 58,134  | 51,472  | 6,662          | 10.7                        | 9.4                         | 1.3                       | 1.75                  |
| 2014 | 5,472,000 | 57,232  | 52,186  | 5,046          | 10.5                        | 9.5                         | 1.0                       | 1.71                  |
| 2015 | 5,486,000 | 55,472  | 52,492  | 2,980          | 10.1                        | 9.5                         | 0.6                       | 1.65                  |
| 2016 | 5,503,000 | 52,814  | 53,923  | -1,109         | 9.6                         | 9.7                         | -0.1                      | 1.57                  |
| 2017 | 5,509,000 | 50,321  | 53,722  | -3,401         | 9.1                         | 9.7                         | -0.6                      | 1.49                  |
| 2018 | 5,521,000 | 47,577  | 54,527  | -6,950         | 8.6                         | 9.8                         | -1.2                      | 1.41                  |
| 2019 | 5,525,292 | 45,613  | 53,949  | -8,336         | 8.3                         | 9.7                         | -1.4                      | 1.35                  |
| 2020 | 5,536,146 | 46,463  | 55,488  | -9,025         | 8.4                         | 10.0                        | -1.6                      | 1.37                  |

## Inmigración
A finales del 2019, un total de 404.179 habitantes habían nacido en otros países, correspondiendo al 7.3% del total de la población de Finlandia. De aquellos, un total de 275.201 nació fuera de la Unión Europea y 128.978 nacieron en otro país europeo.
Los grupos más grandes corresponden a:
1. Rusia y  antigua Unión Soviética (73,759)
2. Estonia (46,041)
3. Suecia (32,921)
4. Irak (19,008)
5. Somalia (12,110)
6. China (11,935)
7. Tailandia (11,288)
8. Serbia y  antigua Yugoslavia (9,099)
9. Vietnam (9,046)
10. Turquía (8,166)
11. Irán and Kurdistán (7,876)
12. India (7,865)
13. Afganistán (7,321)
14. Alemania (6,893)
15. Siria (6,753)
16. Reino Unido (6,677)
17. Filipinas (5,594)
18. Estados Unidos (5,576)
19. Polonia (5,000)
20. Rumanía (4,183)
21. Nepal (3,792)
22. Pakistán (3,340)
23. Bangladés (3,218)
24. Ucrania (3,191)
25. Italia (3,089)
26. Spain (3,076)

| Continente  | Población | %    |
| ----------- | --------- | ---- |
| Europa      | 229,179   | 4.15 |
| Asia        | 108,472   | 1.96 |
| África      | 38,765    | 0.70 |
| América     | 15,567    | 0.28 |
| Oceanía     | 1,572     | 0.03 |
| Desconocido | 10,624    | 0.19 |
| Total       | 404,179   | 7.32 |